# Bellator Bantamweight Championship
Il Bellator Bantamweight Championship è il titolo massimo della Bellator MMA e, come indica lo stesso nome, il titolo è riservato alla categoria dei pesi gallo (da 57 a 61 kg).

## Titolo dei pesi medi (da 57 kg a 61 kg)
| Nome                                                                                           | Data                           | Luogo                      | Difese |
| ---------------------------------------------------------------------------------------------- | ------------------------------ | -------------------------- | --- |
| Zach Makovsky batté Ed West                                                                    | 14 ottobre 2010 Bellator 32    | Kansas City, Stati Uniti   | |
| Eduardo Dantas                                                                                 | 13 aprile 2012 Bellator 65     | Atlantic City, Stati Uniti | - batté Marcos Galvão a Bellator 89 il 14 febbraio 2013 - batté Anthony Leone a Bellator 111 l'8 marzo 2014 |
| Joe Warren batté Rafael Silva per il titolo ad interim                                         | 2 maggio 2014 Bellator 118     | Atlantic City, Stati Uniti | |
| Joe Warren                                                                                     | 10 ottobre 2014 Bellator 128   | Thackerville, Stati Uniti  | |
| Marcos Galvão                                                                                  | 27 marzo 2015 Bellator 135     | Thackerville, Stati Uniti  | |
| Eduardo Dantas (2)                                                                             | 17 giugno 2016 Bellator 156    | Fresno, Stati Uniti        | - batté Joe Warren a Bellator 166 il 2 dicembre 2016                                                        |
| Darrion Caldwell                                                                               | 6 ottobre 2017 Bellator 184    | Thackerville, Stati Uniti  | - batté Leandro Higo a Bellator 195 il 2 marzo 2018                                                         |
| Kyoji Horiguchi                                                                                | 14 giugno 2019 Bellator 222    | New York City, Stati Uniti | |
| Il titolo divenne vacante il 27 novembre 2019, quando fu annunciato l'infortunio di Horiguchi. |                                |                            | |
| Juan Archuleta batté Patrick Mix                                                               | 12 settembre 2020 Bellator 246 | Uncasville, Stati Uniti    | |
| Sergio Pettis                                                                                  | 7 maggio 2021 Bellator 258     | Uncasville, Stati Uniti    | |